# جيمس بي. هيريك
جيمس بي. هيريك (بالإنجليزية: James B. Herrick)‏ هو طبيب أمريكي، ولد في 11 أغسطس 1861 في أوك بارك في الولايات المتحدة، وتوفي في 7 مارس 1954 في شيكاغو في الولايات المتحدة.

## وصلات خارجية
- جيمس بي. هيريك على موقع الموسوعة البريطانية (الإنجليزية)